# Hermanas del Corazón Inmaculado de María de Diego Suarez
La Congregación de Hermanas del Corazón Inmaculado de María de Diego Suarez (oficialmente en idioma francés: Congregation des Soeurs du Coeur Immaculé de Marie de Diego-Suarez) es una congregación religiosa católica femenina de vida apostólica y de derecho diocesano, fundada por el arzobispo Edmond-Marie-Jean Wolff, en la ciudad de Diego Suárez (hoy Antsiranana-Madagascar), en 1955. A las religiosas de este instituto se les conoce como Hermanas del Corazón Inmaculado de María de Diego Suarez y posponen a sus nombres las siglas CIM-DS.

## Historia
El religioso espiritano Edmond-Marie-Jean Wolff, siendo obispo del vicariato apostólico de Diego Suárez, fundó la Congregación de Hermanas del Corazón Inmaculado de María con el fin de atender a vocaciones nativas y a través de ellas, transmitir la fe a sus conciudadanos malgaches. La primera superiora general fue la ex-salesiana Thérèse Geneviève.
El instituto fue aprobado por el mismo fundador, con la aprobación de la Congregación de Propaganda Fide, como congregación religiosa de derecho diocesano, el 8 de septiembre de 1955, día que la congregación ha asumido como día oficial de la fundación.

## Organización
La Congregación de Corazón Inmaculado de María es un instituto religioso diocesano centralizado, cuyo gobierno es ejercido por una superiora general, considerada sucesora de Thérèse Geneviève. La sede central y casa madre del instituto se encuentra en la localidad de Antsiranana (Madagascar).
Las Hermanas del Corazón Inmaculado de Diego Suárez se dedican a la instrucción y educación cristiana de la infancia y de la juventud, a través de la catequesis y en centros educativos. Su espiritualidad en salesiana. En 2014, la congregación contaba con 229 religiosas, presentes en Francia, Italia y Madagascar.